# Star Trek: Picard
Star Trek: Picard iés una sèrie de televisió estatunidenca de ciència-ficció creada per Akiva Goldsman, Michael Chabon, Kirsten Beyer, i Alex Kurtzman per al servei de streaming CBS All Access (més tard rebatejat com a Paramount+). És la vuitena sèrie de Star Trek i es va estrenar del 2020 al 2023 com a part de l'Univers Star Trek ampliat de Kurtzman. La sèrie se centra en l'almirall retirat de la Flota Estel·lar Jean-Luc Picard. Comença a finals del segle XXIV, 20 anys després de l'última aparició del personatge a Star Trek: Nemesis (2002).
Patrick Stewart interpreta a Picard, repetint el seu paper de la sèrie Star Trek: La nova generació, així com d'altres mitjans de Star Trek. Alison Pill, Isa Briones, Harry Treadaway, Michelle Hurd, Santiago Cabrera i Evan Evagora també protagonitzen la primera temporada de primera temporada, amb Jeri Ryan, Orla Brady i Brent Spiner unint-se a la segona temporada de segona. La tercera temporada de tercera temporada està protagonitzada per Stewart, Ryan, Hurd i Ed Speleers, amb els membres del repartiment de La nova generació LeVar Burton, Michael Dorn, Jonathan Frakes, Gates McFadden, Marina Sirtis i Spiner com a estrelles convidades especials.
Es va rumorejar per primera vegada una nova sèrie protagonitzada per Stewart com a Picard al juny de 2018 i es va anunciar oficialment a l'agost. Va ser produïda per CBS Studios en associació amb Secret Hideout, Weed Road Pictures i Roddenberry Entertainment. La sèrie va ser dissenyada per ser més lenta i centrada en els personatges que les entregues anteriors de la franquícia, amb cada temporada explorant diferents aspectes de Picard en la seva edat avançada. El rodatge va tenir lloc a Califòrnia, cosa que va atorgar a la sèrie grans crèdits fiscals, i la producció de la segona i tercera temporades va tenir lloc consecutivament. Chabon va ser el productor creador de la primera temporada, Goldsman i Terry Matalas van prendre el relleu de la segona, i Matalas va ser l'únic productor creador de la tercera.
Star Trek: Picard es va estrenar a CBS All Access el 23 de gener de 2020, i la resta de la seva primera temporada de 10 episodis es va estrenar setmanalment fins al març. La segona temporada es va estrenar a Paramount+ de març a maig de 2022, i la tercera i última temporada es va estrenar de febrer a abril de 2023. La sèrie va rebre crítiques generalment positives per part de la crítica i ha rebut nombrosos reconeixements, incloent-hi un Premi Emmy Primetime Creative Arts Emmy d'entre deu nominacions i cinc Premis Saturn d'entre onze nominacions.
S'han creat diversos projectes relacionats basats en la sèrie, incloent-hi un episodi de la sèrie complementària Star Trek: Short Treks. El repartiment, l'equip i els fans han expressat el seu interès perquè la història continuï a través d'una possible sèrie derivada comunament anomenada Star Trek: Legacy, mentre que Stewart ha expressat el seu interès en una continuació cinematogràfica que està en desenvolupament.

## Premissa
La sèrie comença l'any 2399, 20 anys després de l'última aparició de Jean-Luc Picard a Star Trek: Nemesis (2002), i troba el personatge encara profundament afectat per la mort de Data en aquella pel·lícula, així com per la destrucció del planeta Romulus a la pel·lícula Star Trek (2009). Retirat de la Flota Estel·lar i vivint a la vinya de la seva família, Picard es veu arrossegat a una nova aventura quan rep la visita d'una "filla" sintètica de Data, un dels diversos éssers sintètics nous o "sintetitzats". Picard lluita pel seu dret a existir i dóna la seva vida per salvar-los.
Després que la consciència de Picard es transfereixi a un cos sintètic, la segona temporada avança fins al 2401. Picard i els seus companys viuen noves vides quan el seu vell adversari Q, un ésser extradimensional, els atrapa en una realitat alternativa. Viatgen enrere en el temps fins al segle XXI per salvar el futur de la galàxia. A la tercera temporada, Picard s'assabenta que té un fill que està sent perseguit per enemics misteriosos. Es reuneix amb l'antiga tripulació de l'USS Enterprise per protegir el seu fill i afrontar una nova invasió dels Borg.

## Episodis
| Temporada | Temporada | Episodis | Episodis | Dates d’emissió      | Dates d’emissió    | Dates d’emissió |
| Temporada | Temporada | Episodis | Episodis | Primera emissió      | Última emissió     | Network         |
| --------- | --------- | -------- | -------- | -------------------- | ------------------ | --------------- |
|           | 1         | 10       | 10       | 23 de gener de 2020  | 26 de març de 2020 | CBS All Access  |
|           | 2         | 10       | 10       | 3 de març de 2022    | 5 de maig de 2022  | Paramount+      |
|           | 3         | 10       | 10       | 16 de febrer de 2023 | 20 d'abril de 2023 | Paramount+      |

### Temporada 1 (2020)
| Núm. total | Núm. de la temporada | Títol                      | Direcció             | Guió | Data d'emissió original |
| ---------- | -------------------- | -------------------------- | -------------------- | --- | ----------------------- |
| 1          | 1                    | «Remembrance»              | Hanelle M. Culpepper | Història de : Akiva Goldsman & Michael Chabon & Kirsten Beyer & Alex Kurtzman i James Duff Guió de : Akiva Goldsman i James Duff | 23 de gener de 2020     |
| 2          | 2                    | «Maps and Legends»         | Hanelle M. Culpepper | Michael Chabon & Akiva Goldsman                                                                                                  | 30 de gener de 2020     |
| 3          | 3                    | «The End Is the Beginning» | Hanelle M. Culpepper | Michael Chabon & James Duff | 6 de febrer de 2020     |
| 4          | 4                    | «Absolute Candor»          | Jonathan Frakes      | Michael Chabon | 13 de febrer de 2020    |
| 5          | 5                    | «Stardust City Rag»        | Jonathan Frakes      | Kirsten Beyer | 20 de febrer de 2020    |
| 6          | 6                    | «The Impossible Box»       | Maja Vrvilo          | Nick Zayas | 27 de febrer de 2020    |
| 7          | 7                    | «Nepenthe»                 | Doug Aarniokoski     | Samantha Humphrey i Michael Chabon                                                                                               | 5 de març de 2020       |
| 8          | 8                    | «Broken Pieces»            | Maja Vrvilo          | Michael Chabon | 12 de març de 2020      |
| 9          | 9                    | «Et in Arcadia Ego»        | Akiva Goldsman       | Història de : Michael Chabon & Ayelet Waldman & Akiva Goldsman Guió de : Michael Chabon & Ayelet Waldman                         | 19 de març de 2020      |
| 10         | 10                   | «Et in Arcadia Ego»        | Akiva Goldsman       | Història de : Michael Chabon & Akiva Goldsman Guió de : Michael Chabon                                                           | 26 de març de 2020      |

### Temporada 2 (2022)
| Núm. total | Núm. de la temporada | Títol                | Direcció         | Guió | Data d'emissió original |
| ---------- | -------------------- | -------------------- | ---------------- | --- | ----------------------- |
| 11         | 1                    | «The Star Gazer»     | Doug Aarniokoski | Akiva Goldsman & Terry Matalas | 3 de març de 2022       |
| 12         | 2                    | «Penance»            | Doug Aarniokoski | Història de : Michael Chabon i Akiva Goldsman & Terry Matalas i Christopher Monfette Guió de : Akiva Goldsman & Terry Matalas i Christopher Monfette | 10 de març de 2022      |
| 13         | 3                    | «Assimilation»       | Lea Thompson     | Kiley Rossetter & Christopher Monfette | 17 de març de 2022      |
| 14         | 4                    | «Watcher»            | Lea Thompson     | Història de : Travis Fickett & Juliana James Guió de : Juliana James & Jane Maggs                                                                    | 24 de març de 2022      |
| 15         | 5                    | «Fly Me to the Moon» | Jonathan Frakes  | Cindy Appel | 31 de març de 2022      |
| 16         | 6                    | «Two of One»         | Jonathan Frakes  | Cindy Appel & Jane Maggs | 7 d'abril de 2022       |
| 17         | 7                    | «Monsters»           | Joe Menendez     | Jane Maggs | 14 d'abril de 2022      |
| 18         | 8                    | «Mercy»              | Joe Menendez     | Cindy Appel & Kirsten Beyer | 21 d'abril de 2022      |
| 19         | 9                    | «Hide and Seek»      | Michael Weaver   | Matt Okumura & Chris Derrick | 28 d'abril de 2022      |
| 20         | 10                   | «Farewell»           | Michael Weaver   | Christopher Monfette & Akiva Goldsman | 5 de maig de 2022       |

### Temporada 3 (2023)
| Núm. total | Núm. de la temporada | Títol                 | Direcció          | Guió                               | Data d'emissió original |
| ---------- | -------------------- | --------------------- | ----------------- | ---------------------------------- | ----------------------- |
| 21         | 1                    | «The Next Generation» | Doug Aarniokoski  | Terry Matalas                      | 16 de febrer de 2023    |
| 22         | 2                    | «Disengage»           | Doug Aarniokoski  | Christopher Monfette & Sean Tretta | 23 de febrer de 2023    |
| 23         | 3                    | «Seventeen Seconds»   | Jonathan Frakes   | Jane Maggs & Cindy Appel           | 2 de març de 2023       |
| 24         | 4                    | «No Win Scenario»     | Jonathan Frakes   | Terry Matalas & Sean Tretta        | 9 de març de 2023       |
| 25         | 5                    | «Imposters»           | Dan Liu           | Cindy Appel & Chris Derrick        | 16 de març de 2023      |
| 26         | 6                    | «The Bounty»          | Dan Liu           | Christopher Monfette               | 23 de març de 2023      |
| 27         | 7                    | «Dominion»            | Deborah Kampmeier | Jane Maggs                         | 30 de març de 2023      |
| 28         | 8                    | «Surrender»           | Deborah Kampmeier | Matt Okumura                       | 6 d'abril de 2023       |
| 29         | 9                    | «Võx»                 | Terry Matalas     | Sean Tretta & Kiley Rossetter      | 13 d'abril de 2023      |
| 30         | 10                   | «The Last Generation» | Terry Matalas     | Terry Matalas                      | 20 d'abril de 2023      |

## Repartiment i personatges
- Patrick Stewart com a Jean-Luc Picard:
Un almirall retirat de la Flota Estel·lar que anteriorment comandava la USS Enterprise.[12] Picard es va retirar de la Flota Estel·lar en protesta quan la Federació Unida de Planetes va decidir no ajudar els Romulans quan el seu planeta va ser destruït.[13] Li diagnostiquen una malaltia terminal a la primera temporada, ja que els guionistes volien parlar de problemes relacionats que la gent afronta al final de la seva vida,[5] i mor al final de la temporada. La consciència de Picard es transfereix a un cos sintètic, cosa que va provocar una àmplia discussió entre fans i crítics sobre si la versió sintètica encara era la mateixa persona. Els cocreadors Michael Chabon i Akiva Goldsman consideraven que era el mateix personatge, però altres comentaristes no hi estaven d'acord. Més d'una setmana de debats a l'enciclopèdia wiki de Star Trek Memory Alpha sobre si s'hauria de crear o no una nova pàgina wiki per a la versió sintètica de Picard van acabar amb la informació mantenint-se a la mateixa pàgina.[14]Picard és nomenat canceller de l'Acadèmia de la Flota Estel·lar a la segona temporada, que explora el trauma del personatge per la mort suïcida de la seva mare quan era petit. Això es va inspirar en la pròpia experiència de Stewart amb la violència domèstica infantil.[15] A la tercera temporada, Picard es retroba amb l'antiga tripulació de comandament de l'Enterprise.[16]
- Alison Pill com a Agnes Jurati (temporades 1-2):
Una exdoctora de la Flota Estel·lar i experta en vida sintètica que s'uneix a Picard.[17] Durant la segona temporada, Agnes és assimilada al Col·lectiu Borg i es converteix en la nova Reina Borg.[18]
- Isa Briones com a Dahj i Soji Asha, Sutra i Kore Soong (temporades 1-2):
Dahj i Soji són androides bessons amb cossos orgànics que van ser creats per ser les filles de Data.[19] Sutra és un model d'androide anterior,[20] i Kore és la filla del Dr. Adam Soong del 2024.[21] Això ajuda a explicar en qui es va inspirar Data per a l'aparició de Dahj i Soji.[21]
- Harry Treadaway com a Narek (temporada 1):
Un agent romulà enviat per seduir i espiar Soji Asha.[17]
- Michelle Hurd com a Rafaella "Raffi" Musiker:
L'ex primera oficial de la Flota Estel·lar de Picard que lluita contra l'abús de substàncies.[22]
- Santiago Cabrera com a Cristobal "Chris" Rios (temporades 1-2):
Un ex oficial de la Flota Estel·lar i pilot de La Sirena.[17] Cabrera també interpreta els hologrames d'emergència a bord. La Sirena.[23] Durant la segona temporada, Rios s'enamora d'una dona del segle XXI i opta per no tornar al futur.[24]
- Evan Evagora com a Elnor (temporades 1-2):
Un refugiat romulà que Picard va abandonar quan era nen i va ser criat pels Qowat Milat, una secta de monges guerreres.[17][13][25]
- Jeri Ryan com a Set de Nou:
Una antiga dron Borg i membre de la tripulació a bord de l'USS Voyager que es va convertir en membre del grup de vigilants Fenris Rangers.[26][27]
- Orla Brady com a Laris i Tallinn:
Laris és la mestressa de casa romulana de Picard que desenvolupa sentiments romàntics per ell.[7][28] Tallinn és un supervisor com el personatge de Star Trek: La sèrie original Gary Seven.[29]
- Brent Spiner com a Data, Altan Inigo Soong, Adam Soong i Lore:
Data és l'antic segon oficial androide de Picard, creat pel cibernètic Dr. Noonian Soong.[17] Altan Inigo Soong és el descendent d'aquest últim[30] i el Dr. Adam Soong és el seu avantpassat del 2024,[21] continuant la tradició de la franquícia que Spiner interpreti tots els membres masculins de la família Soong.[31] L'androide Lore és el malvat germà gran de Data.[32]
- Ed Speleers com a Jack Crusher (temporada 3):
El fill de Beverly Crusher i Jean-Luc Picard.[10]

## Producció

### Desenvolupament
El juny de 2018, després de convertir-se en l'únic productor creador de la sèrie Star Trek: Discovery, Alex Kurtzman va signar un contracte global de cinc anys amb CBS Television Studios per expandir la franquícia Star Trek més enllà de Discovery a diverses sèries, minisèries i sèries animades noves. Es va informar que una d'aquestes noves sèries estava protagonitzada per Patrick Stewart, repetint el seu paper de Jean-Luc Picard de la sèrie Star Trek: La nova generació. Kurtzman i Akiva Goldsman (que van treballar a la primera temporada de Discovery) es van unir al projecte. Quan la CBS es va posar en contacte amb ell per primera vegada per fer més sèries de Star Trek, Kurtzman va incloure una sèrie amb Picard a la seva llista de desitjos, ja que creia que el personatge era el millor capità de Star Trek. Això va ser tot i que Stewart havia dit anteriorment que no volia tornar a la franquícia.
Mentre desenvolupaven idees per a la sèrie acompanyant de format curt Star Trek: Short Treks, Kurtzman i el seu equip van desenvolupar una història que hauria presentat Nichelle Nichols repetint el seu paper de Star Trek: La sèrie original com a Uhura. El curtmetratge hauria vist un jove Picard visitant Uhura a l'hospital i rebent una missió relacionada amb els Borg. El curtmetratge no va tirar endavant, però va donar lloc a discussions sobre un curtmetratge protagonitzat per Stewart com una versió antiga de Picard. L'equip aviat va decidir que tenien prou material per proposar a Stewart una sèrie completa centrada en Picard. Kurtzman i Goldsman van contactar amb l'actor abans del gener de 2018 per discutir aquesta idea, i es van reunir amb ell juntament amb l'escriptora de "Discovery" Kirsten Beyer al Beverly Wilshire Hotel. Stewart va agafar la reunió amb la intenció de rebutjar el projecte, però després que Beyer el convencés de reconsiderar-ho, va acceptar llegir un document de quatre pàgines que resumia les seves idees. En aquell moment, Goldsman va convidar el novel·lista Michael Chabon, un amic, a treballar en el projecte com a bé, i finalment els quatre van produir un document de 35 pàgines que van enviar a Stewart. Stewart va demanar reunir-se amb el grup de nou el març de 2018, on va expressar la seva aprovació de la seva proposta. Stewart va dir que la proposta li semblava "quelcom molt inusual, i em va intrigar". Mentre decidia si s'uniria al projecte, Stewart va demanar a Kurtzman que la sèrie fos "tan diferent" de les històries anteriors de "Star Trek", "tant el que la gent recorda com el que no espera, si no, per què fer-ho?"
El 4 d'agost de 2018, Stewart va fer una aparició sorpresa a la convenció anual de "Star Trek" de Las Vegas per anunciar oficialment la sèrie i confirmar que la protagonitzaria. Va explicar que després d'interpretar el personatge per última vegada a la pel·lícula del 2002 Star Trek: Nemesis, sentia que el seu paper a la franquícia "havia seguit el seu curs natural", però en els anys transcorreguts des de llavors es va sentir commocionat per les històries sobre l'impacte que el personatge va tenir en la vida dels fans. Ara estava content de recuperar la "llum reconfortant i reformadora de Picard per brillar en aquests temps sovint molt foscos". A més de protagonitzar-la, Stewart també havia de ser el productor executiu de la sèrie juntament amb Kurtzman, Goldsman, Chabon, James Duff de Discovery, Heather Kadin de la productora de Kurtzman,  Secret Hideout, i Rod Roddenberry (fill del creador de Star Trek, Gene Roddenberry) i Trevor Roth de Roddenberry Entertainment, amb Beyer com a supervisor de producció.
"És una sèrie amb un actor de gairebé 80 anys que interpreta un home de 94 anys que es troba, si no a la fase final de la seva carrera, sí que a la seva última etapa, i que té un període de gran consternació i desil·lusió al darrere, que s'ha permès que s'esvaeixin o es desfacin vincles que abans eren molt importants per a ell, i que ara ha tornat a connectar amb... el món tan canviat en què es troba... No anava a ser mai La segona part de la nova generació." 
Inicialment, s'esperava que la sèrie s'estrenés el 2019. Kadin va revelar a l'octubre que estava pensat que fos una minisèrie contínua en lloc d'una minisèrie limitada i va dir que les seves dates d'estrena no coincidirien amb Discovery ni amb cap altra sèrie nova de Star Trek. Kurtzman va afegir que la sèrie Picard seria "cosa pròpia", i més tard va explicar que, mentre que Discovery és "una bala", la sèrie Picard és "un programa molt contemplatiu" amb el seu propi ritme i una sensació més del món real. El CCO de CBS David Nevins va confirmar el desembre de 2018 que la sèrie estava destinada a debutar a CBS All Access a finals de 2019, després del llançament complet de la segona temporada de Discovery i diversos curtmetratges de Star Trek: Short Treks. Stewart va revelar un mes més tard que la sèrie constaria de 10 episodis i va reiterar que la intenció era que continués durant diverses temporades, afegint al febrer que "estem preparats per possiblement tres anys d'aquesta sèrie". Una llista de producció al març va donar el títol de la sèrie com a "Star Trek: Destiny", que CBS havia registrat el 2018. Tanmateix, es va anunciar que el títol oficial seria "Star Trek: Picard" a la presentació inicial de CBS aquell maig. En aquell moment, Kurtzman va dir que la sèrie estava sent "pastorejada" per un equip creatiu més gran en lloc de tenir un productor creador tradicional.
Chabon va ser nomenat únic productor creador al juny, treballant en la producció diària amb Kurtzman i Goldsman. Un mes després, la sèrie estava programada per estrenar-se al gener de 2020. Es va informar que tenia un pressupost de 8 a 9 dòlars. milions per episodi. A l'octubre, Kurtzman va dir que una segona temporada "ja estava en marxa". Chabon va signar un acord general amb CBS Television Studios a principis de desembre per crear diverses sèries noves per a l'estudi, cosa que significava que deixaria de ser el productor creador de Picard el 2020. Va continuar sent productor executiu i guionista de la sèrie. CBS va anunciar oficialment la segona temporada un mes després i va revelar que Terry Matalas s'havia unit a la sèrie com a productor executiu per omplir el buit que es crearia amb la marxa de Chabon. Goldsman i Matalas van assumir el càrrec de co-productors creadors un cop Chabon va marxar. També es va informar que la sèrie tenia llum verda informal per a una tercera temporada que es desenvoluparia al mateix temps que, i es filmaria consecutivament amb, la segona. Això era per estalviar despeses i simplificar la programació, i es va confirmar oficialment el setembre de 2021. En aquell moment, CBS All Access s'havia ampliat i rebatejat com a Paramount+. Goldsman va dir que els productors havien discutit un pla de tres temporades i un pla de cinc temporades per a la sèrie, però que finalment continuarien fent-la sempre que Stewart estigués disposat a fer-ho. El febrer de 2022, Goldsman va confirmar que la tercera temporada seria l'última. Matalas va ser l'únic productor creador de la tercera temporada.

### Escriptura
El mandat de Kurtzman per a la sèrie era que fos un estudi psicològic del personatge de Picard en els seus "anys emèrits". Va assenyalar que era estrany que una sèrie de televisió estigués protagonitzada per un actor de l'edat de Stewart. Goldsman va dir que la sèrie no seria una seqüela directa de "La nova generació" i que estaria més centrada en els personatges que aquesta sèrie, descrivint "Picard" com a "més lent, més suau, més líric" que a les històries anteriors de "Star Trek". Va contrastar "Picard" amb "Discovery" descrivint aquest últim com una sèrie d'acció i aventures de ciència-ficció, mentre que "Picard" és una sèrie dramàtica de ciència-ficció que explica històries dramàtiques dins d'un entorn d'un altre món. L'equip creatiu va assegurar a Stewart que la sèrie no seria "de broma", i va comparar "Picard" amb quan va repetir el seu paper de Professor X de X-Men a la pel·lícula Logan (2017), on era el mateix personatge però el món i el to de la franquícia estaven "desmuntats".
Goldsman va dir que cada temporada explica una història separada, però veia les tres temporades com a "una peça". Matalas va explicar que la sèrie era una història en tres parts sobre Picard, amb cada temporada explorant diferents aspectes del personatge. A més de tenir històries i temes diferents, cada temporada també té un to i un enfocament visual diferents, fent de la sèrie "una mena d'antologia" amb cada temporada seguint les respectives visions de Chabon, Goldsman i Matalas. La primera temporada troba Picard profundament afectat per la mort del seu col·lega androide Data a Nemesis, i Kurtzman ho va veure com una història de redempció per al personatge, que ha d'afrontar les conseqüències de la seva decisió d'abandonar la Flota Estel·lar i els romulans després de la destrucció del planeta Romulus a la pel·lícula Star Trek (2009). La segona temporada continua explorant problemes que sorgeixen en l'última etapa de la seva vida personal, especialment les relacions passades de Picard, i altres elements de la seva vida que li han impedit seguir endavant. Goldsman va considerar que la primera temporada tractava sobre la resurrecció i la segona temporada sobre la redempció, mentre que Matalas va dir que la tercera temporada estava dissenyada per ser un "comiat" per a Picard i la resta del repartiment principal de La nova generació.

### Càsting

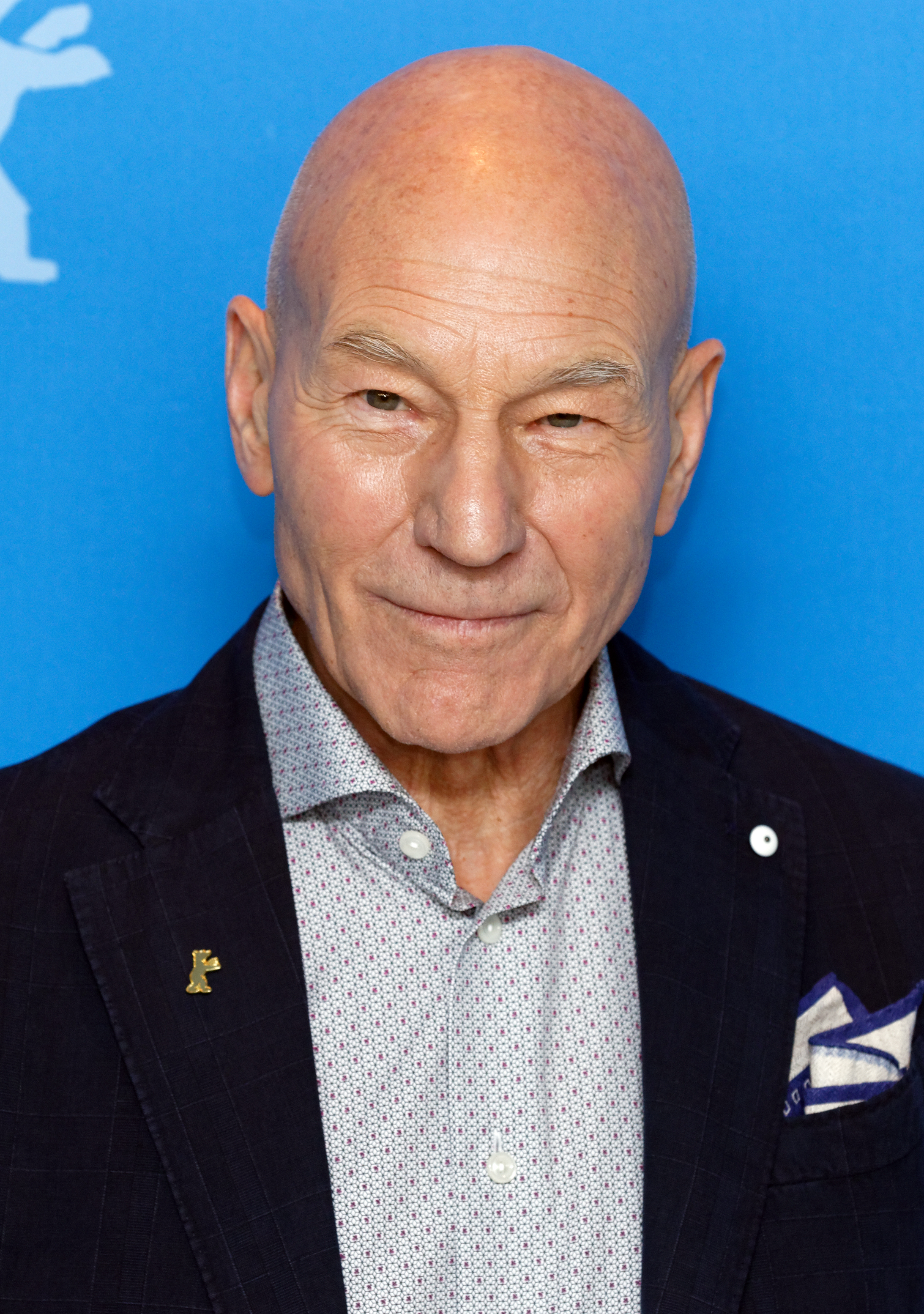
Patrick Stewart reprèn el paper principal de la sèrie dels anteriors mitjans de Star Trek

Amb l'anunci de la sèrie a l'agost de 2018 es va confirmar que Stewart protagonitzaria Picard. A principis de març de 2019, Santiago Cabrera i Michelle Hurd estaven preparats per coprotagonitzar la sèrie, i Cabrera va ser un dels actors més sol·licitats durant el pilot de televisió de la temporada el 2019 i va triar aquesta sèrie per sobre d'altres ofertes. Més tard aquell mateix mes, el nouvingut Evan Evagora va ser escollit per a un altre paper regular de la sèrie. A l'abril, Alison Pill, Harry Treadaway i Isa Briones es van unir al repartiment. Els personatges dels nous membres del repartiment es van anunciar al juliol, Pill com Agnes Jurati, Cabrera com Cristobal "Chris" Rios, Hurd com Raffi Musiker, Treadaway com Narek i Evagora com Elnor. Briones interpreta diversos androides, inclosos Dahj i Soji Asha.
Mentre es desenvolupava la sèrie, l'equip creatiu va discutir la possibilitat de no recuperar cap altre personatge de "La nova generació" per permetre que "Picard" es mantingués sola i no depengués de la nostàlgia. Part d'això era permetre que els nouvinguts que no havien vist la sèrie anterior poguessin gaudir de "Picard". Tanmateix, els guionistes volien ser respectuosos amb els fans de tota la vida de "Star Trek" i van sentir que estaven perdent oportunitats en no incloure certs personatges, així que van decidir afegir alguns convidats que tornaven i que van servir orgànicament a la nova història. Diversos actors de sèries anteriors de "Star Trek" van ser anunciats com a estrelles convidades per a "Picard" el juliol de 2019, incloent-hi Brent Spiner de "La nova generació" com a Data, Jonathan Del Arco com a Hugh, Jonathan Frakes com a William Riker i Marina Sirtis com a Deanna Troi, així com Jeri Ryan de "Star Trek: Voyager" com a Set de Nou. El gener de 2020, Stewart va dir que tenia esperança que tot el repartiment principal de "La nova generació" aparegués a Picard abans del final de la sèrie, mentre que Kurtzman va dir que si Michael Dorn repetia el seu paper del klíngon Worf a Picard, apareixeria com ho va fer a La nova generació i no seria canviat per coincidir amb els nous dissenys klingon de Discovery. En aquell moment, Whoopi Goldberg va acceptar aparèixer a la segona temporada de la sèrie com el seu personatge Guinan de La nova generació.
El juny de 2020, es va confirmar que el repartiment principal tornaria per a la segona temporada, excepte Treadaway. L'abril de 2021, es va revelar que Ryan, Spiner i l'estrella convidada de la primera temporada Orla Brady també serien membres principals del repartiment per a la segona temporada, amb John de Lancie apareixent com el seu personatge de Star Trek Q. Aquell juliol, Robert Duncan McNeill de Voyager va dir que havia estat en converses per repetir el seu paper de Tom Paris durant les dues temporades de la sèrie, però conflictes d'horaris ho havien impedit. A l'abril de 2022, es va confirmar que el repartiment principal de La nova generació protagonitzaria la tercera temporada amb Stewart: LeVar Burton com a Geordi La Forge, Dorn, Frakes, Gates McFadden com a Beverly Crusher, Sirtis i Spiner. Un altre membre del repartiment de La nova generació, Wil Wheaton, va aparèixer al final de la segona temporada, repetint el seu paper de Wesley Crusher, però no va tornar per a la tercera temporada. Després de l'estrena del final de la segona temporada el maig de 2022, Ryan i Hurd van confirmar que havien tornat per a la tercera temporada, però Cabrera, Pill, Evagora i Briones no ho van fer. El gener de 2023, Ed Speleers va ser anunciat com a nou personatge regular de la sèrie per a la tercera temporada. Interpreta Jack Crusher, el fill de Picard i Beverly Crusher.

### Disseny
Diversos membres de l'equip de disseny de Star Trek: Discovery van tornar per a Picard, incloent-hi el dissenyador de producció Todd Cherniawsky i el dissenyador de criatures Neville Page d'Alchemy Studios. Christine Bieselin Clark va ser la dissenyadora de vestuari. Reconeixent que la sèrie s'ambientaria més en el futur que qualsevol pel·lícula o sèrie anterior de "Star Trek", Kurtzman va explicar que la producció buscava un enfocament "arrelat" en lloc de tenir coses com "gratacels flotants bojos i tots els clixés de la ciència-ficció". La seqüència inicial va ser creada per Prologue, l'empresa que va crear la seqüència inicial de "Discovery".

### Rodatge
La sèrie es va rodar als estudis Santa Clarita, Califòrnia, amb el títol provisional de "Drawing Room". Va rebre grans crèdits fiscals de la California Film Commission perquè la producció tingués lloc a Califòrnia, en lloc de Toronto, on es filma "Star Trek: Discovery". El rodatge de la primera temporada va tenir lloc d'abril a setembre. 2019, amb rodatge a Califòrnia, incloent-hi el celler Sunstone a la vall de Santa Ynez per representar la vinya francesa de Picard, a la ubicació de rodatge de Star Trek Vasquez Rocks a Sierra Pelona al comtat de Los Angeles per a la casa de Raffi, i a la zona de Malibu per al planeta Coppelius.
Malgrat els informes que la segona i la tercera temporades estaven destinades a ser filmades una darrere l'altra, els productors només tenien previst filmar la segona temporada per si sola quan la pandèmia de COVID-19 va començar a afectar les produccions cinematogràfiques i televisives a principis del 2020. A causa dels requisits de programació de la sèrie, els retards posteriors induïts per la pandèmia van significar que la segona i la tercera temporades s'havien de filmar seguides. El rodatge de la segona temporada va començar el febrer del 2021, i algunes escenes de la tercera temporada es van filmar al mateix temps. El rodatge en exteriors va tenir lloc al voltant de Los Angeles per a la segona temporada, que està ambientada principalment en aquesta ciutat durant l'any 2024. El rodatge de la temporada va acabar al setembre, i la producció va passar completament al rodatge de la tercera. Les dues temporades van tenir un dels equips de sèries de televisió més grans del moment, amb més de 450 membres de la tripulació. El rodatge de la sèrie es va acabar al març 2022; Stewart va declarar que filmar la sèrie contínuament durant gairebé 14 mesos va ser "emocionant i excitant la major part del temps", però també difícil per a l'actor que tenia uns 80 anys.

### Efectes visuals
Els efectes visuals de la sèrie són proporcionats per Pixomondo, DNEG, Crafty Apes, Ghost VFX, Gentle Giant Studios, Technicolor VFX i Filmworks/FX. amb Jason Zimmerman tornant de Discovery com a supervisor d'efectes visuals. Pixomondo va treballar amb el departament de disseny de producció de la sèrie per ajudar a desenvolupar els seus dissenys en recursos 3D i després va compartir aquests recursos amb els altres proveïdors. Per a la primera temporada, aquests models digitals incloïen el Cub Borg, La Sirena i les naus romulanes.

### Música
Es va revelar que el compositor de Star Trek: Discovery Jeff Russo estava component la banda sonora de Picard al juliol de 2019. La relació de Russo amb Star Trek va començar com a fan de La nova generació, i va preguntar a Kurtzman si podia treballar a Picard després de veure l'anunci de Stewart de la sèrie a la Convenció de Star Trek de Las Vegas. Russo volia que la seva música es mantingués fidel a les bandes sonores anteriors de Star Trek sense repetir-les, i sobretot volia evitar la seva música per a Discovery. Russo va sentir que Picard era una història més íntima i volia adoptar un enfocament més personalitzat presentant més actuacions d'instruments solistes que per a Discovery.
Russo va escriure diverses iteracions del tema principal de la sèrie abans d'establir-se en una versió més emotiva i commovedora. Està rematada amb un piccolo, que Russo va sentir que sonava similar a la flauta fictícia ressikana que Picard toca a l'episodi de La nova generació La llum interior. La segona temporada presenta una reorganització accelerada del tema principal. A més, Russo va utilitzar el tema de Jerry Goldsmith de Star Trek: La pel·lícula. (1979) per connectar amb La nova generació, ja que aquesta sèrie utilitzava el tema de Goldsmith per al seu títol principal, i també feia referència al tema original de Star Trek d'Alexander Courage per "evocar la idea de Star Trek en general". Un àlbum de la banda sonora per a la primera meitat de la primera temporada es va publicar el 7 de febrer de 2020, seguit d'un àlbum per a la temporada completa el 3 d'abril. Un àlbum per a la segona temporada es va publicar el 29 d'abril de 2022.
Stephen Barton va substituir Russo com a compositor per a la tercera temporada, després de treballar amb Matalas a la sèrie 12 Monkeys. Es van inspirar en l'obra de Goldsmith i James Horner per a les pel·lícules de Star Trek. Craig Huxley va contribuir amb actuacions al blaster beam, un instrument que va inventar i que havia tocat anteriorment a la banda sonora de La pel·lícula.

## Llançament

### Transmissió en streaming i emissió
Star Trek: Picard es va estrenar al servei de transmissió en streaming CBS All Access als Estats Units el 23 de gener de 2020. Igual que Discovery, cada episodi va ser emès al Canadà per Bell Media el mateix dia que l'estrena als Estats Units, als canals especialitzats CTV Sci-Fi Channel (anglès) i Z (francès) abans de ser emès en streaming a Crave. Amazon Prime Video va llançar cada episodi en les 24 hores posteriors al seu debut als Estats Units a més de 200 països i territoris d'arreu del món; això era independent de Discovery, que va ser estrenada internacionalment per Netflix en aquell moment. Els acords amb Amazon i Bell van ser fets per la branca de distribució internacional CBS Studios International.
Després que CBS All Access fos rebatejada com a Paramount+, la primera temporada va romandre al servei i es va confirmar que les altres dues temporades també s'hi estrenarien. El febrer de 2023, Paramount va fer un nou acord amb Prime Video pels drets de transmissió internacional de la sèrie. Això va permetre que la tercera temporada es transmetés en streaming a Paramount+ en alguns altres països, dins de les 24 hores posteriors al debut de cada episodi als Estats Units, juntament amb el seu llançament a Prime Video. Les dues primeres temporades també es van afegir a Paramount+ internacionalment, a més de romandre a Prime Video. El final de la sèrie es va estrenar a Paramount+ als Estats Units el 20 d'abril de 2023. L'agost de 2023, el contingut de "Star Trek" es va eliminar de Crave i les tres temporades de "Picard" van començar a emetre's en streaming al Canadà a Paramount+. La sèrie continuaria emetent-se a CTV Sci-Fi i estaria disponible a CTV.ca i a l'aplicació CTV.

### Mitjans domèstics
| Temporada | Dates de llançament de contingut multimèdia domèstic | Dates de llançament de contingut multimèdia domèstic | Dates de llançament de contingut multimèdia domèstic |
| Temporada | Regió 1                                              | Regió 2                                              | Regió 4                                              |
| --------- | ---------------------------------------------------- | ---------------------------------------------------- | ---------------------------------------------------- |
| 1         | 6 d'octubre de 2020                                  | 25 de gener de 2021                                  | 13 de gener de 2021                                  |
| 2         | 4 d'octubre de 2022                                  | 14 de novembre de 2022                               | 7 de desembre de 2022                                |
| 3         | 5 de setembre de 2023                                | 20 de novembre de 2023                               | 22 de novembre de 2023                               |

Cada temporada va rebre un llançament individual en format DVD, Blu-Ray i Steelbook d'edició limitada, amb tots els episodis de les temporades i els continguts especials rellevants. El 5 de setembre de 2023, el mateix dia que es va llançar la tercera temporada en format domèstic, es va llançar als Estats Units en DVD i Blu-Ray una caixa que recollia les tres temporades i més de set hores de continguts especials. A això va seguir la "Picard Legacy Collection" el 7 de novembre, una caixa de Blu-ray de 54 discs que inclou les tres temporades de Picard, les set temporades de La nova generació, les quatre pel·lícules de La nova generació, la novel·la Wisdom of Picard i altres productes.

## Recepció

### Espectadors
Una setmana després de l'estrena de la sèrie, la CBS va dir que «Picard» havia establert un nou rècord per al total de reproduccions d'una sèrie original de CBS All Access pels seus subscriptors, amb un 115% més de reproduccions totals que el rècord anterior establert per «Star Trek: Discovery». La CBS també va atribuir en part l'estrena de la sèrie durant el mes de gener de 2020 a la superació del rècord del servei pel nombre més gran de subscriptors nous en un mes, ajudada pel fet que la setmana de l'estrena de «Picard» va ser la segona més gran de subscriptors nous en una sola setmana per al servei.

### Resposta de la crítica
Star Trek: Picard té una taxa d'aprovació del 89% al lloc web agregador de ressenyes Rotten Tomatoes, mentre que Metacritic, que utilitza una mitjana ponderada, ha assignat una puntuació de 77 sobre 100 basada en ressenyes de 50 crítics, cosa que indica ressenyes "generalment favorables".
Per a la primera temporada, Rotten Tomatoes va reportar un 86% d'aprovació amb una puntuació mitjana de 7,55/10 basada en 254 ressenyes. El consens crític del lloc web diu: "Amb l'incomparable Patrick Stewart com a protagonista, Picard s'allunya del protocol estàndard de la Flota Estel·lar amb una història més lenta i serialitzada, però com tots els grans Star Trek aborda temes oportuns amb gràcia i suposa un emocionant impuls cap a la frontera final". Metacritic va assignar una puntuació de 76 sobre 100 basada en les crítiques de 27 crítics, cosa que indica crítiques "generalment favorables".
Rotten Tomatoes va reportar un 85% d'aprovació per a la segona temporada, amb una puntuació mitjana de 7,95/10 basada en 95 crítiques. El consens crític del lloc web diu: "Picard rep suport dels favorits dels fans de la franquícia en una segona temporada que traça un rumb cap a la recuperació de més l'esperit clàssic de Star Trek i ho fa realitat". Metacritic va assignar una puntuació de 69 sobre 100 basada en les ressenyes de 7 crítics, cosa que indica crítiques "generalment favorables".
Per a la tercera temporada, Rotten Tomatoes va reportar un 98% d'aprovació amb una puntuació mitjana de 8,60/10 basada en 100 crítiques. El consens crític del lloc web diu: "Finalment, recuperant la banda, la temporada final de Picard va amb valentia on havia anat la generació anterior, i és encara millor per això". Metacritic va assignar una puntuació de 83 sobre 100 basada en les crítiques de 16 crítics, cosa que indica "aclamació universal".

### Reconeixements
| Any  | Premi                                                               | Categoria | Nominat(s) | Resultat  | Ref.            |
| ---- | ------------------------------------------------------------------- | --- | --- | --------- | --------------- |
| 2020 | Premis Dragon                                                       | Millor sèrie de televisió de ciència-ficció o fantasia                                                              | Star Trek: Picard | Nominat   | [ 126 ]         |
| 2020 | Premis Primetime Creative Arts Emmy                                 | Millor pentinat d'època i/o de personatge                                                                           | Maxine Morris, Maria Sandoval, Wendy Southard, Sallie Nicole Ciganovich, Ashleigh Childers i Yesim Osman (per "Stardust City Rag")                                                        | Nominat   | [ 127 ] [ 128 ] |
| 2020 | Premis Primetime Creative Arts Emmy                                 | Millor maquillatge d'època i/o de personatge (no protètic)                                                          | Silvina Knight, Robin Beauchesne, David Williams, Peter De Oliveira i Natalie Thimm (per "Stardust City Rag")                                                                             | Nominat   | [ 127 ] [ 128 ] |
| 2020 | Premis Primetime Creative Arts Emmy                                 | Millor maquillatge protètic per a una sèrie, sèrie limitada, pel·lícula o especial                                  | James Robert Mackinnon, Vincent Van Dyke, Richard Redlefsen, Alexei Dmit Riew, Neville Page i Michael Ornelaz (per "Absolute Candor")                                                     | Guanyador | [ 127 ] [ 128 ] |
| 2020 | Premis Primetime Creative Arts Emmy                                 | Millor edició de so per a una sèrie de comèdia o dramàtica (una hora)                                               | Matthew E. Taylor, Tim Farrell, Henry Cohen, Michael Schapiro, Sean Heissinger, Clay Weber, Moira Marquis, Stan Jones, Alyson Dee Moore i Chris Moriana (per "Et in Arcadia Ego, Part 2") | Nominat   | [ 127 ] [ 128 ] |
| 2020 | Premis Primetime Creative Arts Emmy                                 | Millor mescla de so per a una sèrie de comèdia o dramàtica (una hora)                                               | Peter J. Devlin, Todd M. Grace, Edward C. Carr III i Michael Perfitt (per "Et in Arcadia Ego, Part 2")                                                                                    | Nominat   | [ 127 ] [ 128 ] |
| 2021 | Premis del Sindicat de Dissenyadors de Vestuari                     | Excel·lència en Televisió de Ciència-Ficció/Fantasia                                                                | Christine Bieselin Clark (per "Absolute Candor") | Nominat   | [ 129 ]         |
| 2021 | Premis Critics' Choice Super                                        | Millor sèrie de ciència-ficció/fantasia, sèrie limitada o pel·lícula feta per a la televisió                        | Star Trek: Picard | Nominat   | [ 130 ]         |
| 2021 | Premis Critics' Choice Super                                        | Millor actor en una sèrie, sèrie limitada o telefilm de ciència-ficció/fantasia                                     | Patrick Stewart | Guanyador | [ 130 ]         |
| 2021 | Premis del Sindicat de Maquilladors i Perruquers                    | Millors Efectes Especials de Maquillatge en una Sèrie de Televisió, Minisèrie o Sèrie de Nous Mitjans               | James MacKinnon, Richard Redlefsen, Alexei Dmitriew i Vincent Van Dyke | Nominat   | [ 131 ]         |
| 2021 | Premis d'editors de so de cinema                                    | Assoliment destacat en edició de so: diàleg i ADR per a mitjans de radiodifusió de format llarg episòdic            | Matthew E. Taylor i Sean Heissinger (per "The Impossible Box") | Nominat   | [ 132 ]         |
| 2021 | Premis d'editors de so de cinema                                    | Assoliment Destacat en Edició de So – Efectes de So i Foley per a Mitjans de Radiodifusió Episòdics de Format Llarg | Matthew E. Taylor, Tim Farrell, Harry Cohen, Michael Schapiro, Clay Weber, Darrin Mann, Alyson Dee Moore i Chris Moriana (per "Et in Arcadia Ego, Part 2")                                | Guanyador | [ 132 ]         |
| 2021 | Premis NAACP Image                                                  | Millor Direcció en una Sèrie Dramàtica                                                                              | Hanelle Culpepper (per "Remembrance") | Guanyador | [ 133 ]         |
| 2021 | Premis Saturn                                                       | Millor sèrie de televisió de ciència-ficció                                                                         | Star Trek: Picard | Nominat   | [ 134 ] [ 135 ] |
| 2021 | Premis Saturn                                                       | Millor actor de televisió                                                                                           | Patrick Stewart | Guanyador | [ 134 ] [ 135 ] |
| 2021 | Premis Saturn                                                       | Millor actuació d'un actor jove en una sèrie de televisió                                                           | Isa Briones | Nominat   | [ 134 ] [ 135 ] |
| 2021 | Premis Saturn                                                       | Millor paper convidat en televisió                                                                                  | Jeri Ryan | Nominat   | [ 134 ] [ 135 ] |
| 2022 | Premis Black Reel                                                   | Millor actriu convidada en sèrie dramàtica                                                                          | Whoopi Goldberg | Nominat   | [ 136 ] [ 137 ] |
| 2022 | Imagen Awards                                                       | Millor actor secundari – Drama (Televisió)                                                                          | Santiago Cabrera | Nominat   | [ 138 ]         |
| 2022 | Premis Emmy de les Arts Creatives Primetime                         | Vestit de fantasia/ciència-ficció destacat                                                                          | Christine Bieselin Clark, Michell Ray Kenney i Allison Agler (per "Penance") | Nominat   | [ 139 ]         |
| 2022 | Premis Emmy de les Arts Creatives Primetime                         | Millor maquillatge d'època i/o de personatge (no protètic)                                                          | Silvina Knight, Tanya Cookingham, Peter De Oliveira, Allyson Carey i Hanny Eisen (per "Hide and Seek")                                                                                    | Nominat   | [ 139 ]         |
| 2022 | Premis Emmy de les Arts Creatives Primetime                         | Millor maquillatge protètic                                                                                         | James Mackinnon, Vincent Van Dyke, Kevin Kirkpatrick, Hugo Villasenor, Bianca Appice, Neville Page, Toryn Reed i Ralis Kahn (per "Hide and Seek")                                         | Nominat   | [ 139 ]         |
| 2022 | Premis Emmy de les Arts Creatives Primetime                         | Millor edició de so per a una sèrie de comèdia o dramàtica (una hora)                                               | Matthew E. Taylor, Michael Schapiro, Sean Hessinger, Alex Pugh, Clay Weber, John Sanacore, Ben Schorr, Katherine Harper i Ginger Geary (per "Penance")                                    | Nominat   | [ 139 ]         |
| 2022 | Premis de la Societat de Decoradors d'Escenografia d'Amèrica        | Millor Assoliment en Decoració/Disseny d'una Sèrie de Fantasia o Ciència-Ficció d'una Hora                          | Timothy Stepeck i David Blass | Nominat   | [ 140 ]         |
| 2023 | Astra TV Awards                                                     | Millor sèrie dramàtica en streaming                                                                                 | Star Trek: Picard | Nominat   | [ 141 ] [ 142 ] |
| 2023 | Astra TV Awards                                                     | Millor actor en una sèrie dramàtica en streaming                                                                    | Patrick Stewart | Nominat   | [ 141 ] [ 142 ] |
| 2023 | Astra TV Awards                                                     | Millor actor secundari en una sèrie dramàtica en streaming                                                          | Brent Spiner | Nominat   | [ 141 ] [ 142 ] |
| 2023 | Astra TV Awards                                                     | Millor actriu secundària en una sèrie dramàtica en streaming                                                        | Jeri Ryan | Guanyador | [ 141 ] [ 142 ] |
| 2023 | Astra TV Awards                                                     | Millor guió en una sèrie dramàtica en streaming                                                                     | Terry Matalas (per "The Last Generation") | Guanyador | [ 141 ] [ 142 ] |
| 2023 | Astra TV Awards                                                     | Millor direcció en una sèrie dramàtica en streaming                                                                 | Terry Matalas (per "The Last Generation") | Nominat   | [ 141 ] [ 142 ] |
| 2023 | Astra TV Awards                                                     | Millor actriu convidada en una sèrie dramàtica                                                                      | Michelle Forbes | Nominat   | [ 141 ] [ 142 ] |
| 2023 | Premis de l'Associació Professional de Hollywood                    | So excepcional - Episodi o llargmetratge no cinematogràfic                                                          | Matthew E. Taylor, Michael Schapiro, Todd Grace, Ed Carr III i Ian Shedd (per "The Last Generation")                                                                                      | Nominat   | [ 143 ]         |
| 2023 | Premis Emmy d'Arts Creatives Primetime                              | Millor maquillatge contemporani (no protètic)                                                                       | Silvina Knight, Tanya Cookingham, Allyson Carey, Peter De Oliveira, Hanny Eisen i Kim Ayers (per "Võx")                                                                                   | Nominat   | [ 144 ]         |
| 2023 | Premis Emmy d'Arts Creatives Primetime                              | Maquillatge protètic excepcional                                                                                    | James Mackinnon, Hugo Villasenor, Bianca Appice, Kevin Wasner, Afton Storton, Kevin Haney, Neville Page i Vincent Van Dyke (per "The Last Generation")                                    | Nominat   | [ 144 ]         |
| 2024 | Critics' Choice Super Awards                                        | Millor sèrie de ciència-ficció/fantasia, sèrie limitada o pel·lícula feta per a la televisió                        | Star Trek: Picard | Nominat   | [ 145 ]         |
| 2024 | Critics' Choice Super Awards                                        | Millor actor en una sèrie de ciència-ficció/fantasia, sèrie limitada o pel·lícula de ciència-ficció                 | Todd Stashwick | Nominat   | [ 145 ]         |
| 2024 | Critics' Choice Super Awards                                        | Millor actor en una sèrie de ciència-ficció/fantasia, sèrie limitada o pel·lícula de ciència-ficció                 | Patrick Stewart | Nominat   | [ 145 ]         |
| 2024 | Critics' Choice Super Awards                                        | Millor actriu en una sèrie de ciència-ficció/fantasia, sèrie limitada o pel·lícula de ciència-ficció                | Jeri Ryan | Nominat   | [ 145 ]         |
| 2024 | Critics' Choice Super Awards                                        | Millor dolent d'una sèrie, sèrie limitada o pel·lícula de ciència-ficció                                            | Amanda Plummer | Nominat   | [ 145 ]         |
| 2024 | Premis Golden Reel                                                  | Assoliment Destacat en Edició de So – Efectes de Format Llarg de Radiodifusió i Foley                               | Matthew E. Taylor, Michael Schapiro, Harry Cohen, Alex Pugh, Deron Street, John Sanacore, Clay Weber i Rick Owens (per "The Last Generation")                                             | Nominat   | [ 146 ]         |
| 2024 | ICG Publicists Awards                                               | Premi Maxwell Weinberg per a la Campanya de Publicitat Televisiva                                                   | Star Trek: Picard | Nominat   | [ 147 ]         |
| 2024 | ICG Publicists Awards                                               | Television Showperson of the Year                                                                                   | Patrick Stewart | Guanyador | [ 148 ]         |
| 2024 | Premis de l'Associació Internacional de Crítics de Música de Cinema | Composició de l'any                                                                                                 | "Leaving Spacedock" (música de Stephen Barton i Frederik Wiedmann) | Nominat   | [ 149 ]         |
| 2024 | Premis de l'Associació Internacional de Crítics de Música de Cinema | Millor banda sonora original per a televisió                                                                        | Star Trek: Picard (música de Stephen Barton i Frederik Wiedmann) | Nominat   | [ 149 ]         |
| 2024 | Premis del Sindicat de Maquilladors i Perruquers                    | Millors Efectes Especials de Maquillatge en una Sèrie de Televisió, Minisèrie o Sèrie de Nous Mitjans               | James MacKinnon, Hugo Villasenor, Bianca Appice i Vincent Van Dyke | Nominat   | [ 150 ]         |
| 2024 | Premis Saturn                                                       | Millor sèrie de televisió de ciència-ficció                                                                         | Star Trek: Picard | Guanyador | [ 151 ] [ 152 ] |
| 2024 | Premis Saturn                                                       | Millor actor en una sèrie de televisió                                                                              | Patrick Stewart | Guanyador | [ 151 ] [ 152 ] |
| 2024 | Premis Saturn                                                       | Millor actor secundari en una sèrie de televisió                                                                    | Jonathan Frakes | Guanyador | [ 151 ] [ 152 ] |
| 2024 | Premis Saturn                                                       | Millor actor secundari en una sèrie de televisió                                                                    | Ed Speleers | Nominat   | [ 151 ] [ 152 ] |
| 2024 | Premis Saturn                                                       | Millor actor secundari en una sèrie de televisió                                                                    | Todd Stashwick | Nominat   | [ 151 ] [ 152 ] |
| 2024 | Premis Saturn                                                       | Millor actriu secundària en una sèrie de televisió                                                                  | Jeri Ryan | Guanyador | [ 151 ] [ 152 ] |
| 2024 | Premis Saturn                                                       | Millor estrella convidada en una sèrie de televisió                                                                 | Amanda Plummer | Nominat   | [ 151 ] [ 152 ] |
| 2024 | Premis del Sindicat de Guionistes dels Estats Units                 | Drama episòdic | Terry Matalas (per "The Last Generation") | Nominat   | [ 153 ]         |

## Mitjans relacionats

### Publicacions
El setembre de 2019, la CBS va anunciar una novel·la escrita per l'autora freqüent de "Star Trek", Una McCormack, que seria publicada per Simon & Schuster el febrer de 2020. Titulada "The Last Best Hope", la novel·la introdueix diversos personatges de la primera temporada i condueix directament als seus esdeveniments. Un còmic de tres números titulat "Star Trek: Picard – Countdown" també estava previst que es publiqués a partir d'aquell novembre per IDW Publishing. Escrit per Mike Johnson i la productora supervisora de Picard Kirsten Beyer, el còmic està ambientat el 2385 i descriu les accions de l'almirall Picard durant l'evacuació de Romulus. Una segona novel·la, Dark Veil de James Swallow, es va publicar el gener de 2021 i segueix Riker i Troi a bord de l'USS Titan un any després que Picard es retiri de la Flota Estel·lar. Rogue Elements de John Jackson Miller es va publicar l'agost de 2021 i explica la història de Cristóbal Rios.
Un altre còmic de tres números de Johnson i Beyer, Star Trek: Picard – Stargazer, està ambientat entre la segona i la tercera temporada. Publicat per IDW a partir de l'agost de 2022, presenta art d'Angel Hernandez i explica una història en què Picard torna al capdavant de l'USS Stargazer. La segona novel·la de Picard de McCormack, Second Self, se centra en Raffi Musiker entre la primera i la segona temporada. Es va publicar el setembre de 2022.

### Aftershows
El gener de 2020, CBS All Access va anunciar que l'actor de La nova generació Wil Wheaton presentaria una nova temporada de l'aftershow de Star Trek The Ready Room, que es retransmetria en streaming després del llançament de cada episodi de Picard. Wheaton va substituir Naomi Kyle, que havia presentat la sèrie durant la seva primera emissió després dels episodis de la segona temporada de Discovery. Després de cada episodi de la primera temporada, Deadline Hollywood va publicar un episodi d'un podcast setmanal posterior titulat Star Trek: Picard Podcast. Presentat per l'editor sènior de Deadline, Dominic Patten, i l'editor de gènere Geoff Boucher, cada episodi del podcast inclou entrevistes amb el repartiment i l'equip creatiu de la sèrie.

### Drama d'àudio
Simon & Schuster va anunciar una història exclusiva d'àudio, titulada No Man's Land, el gener de 2022. Escrita per Kirsten Beyer i Mike Johnson, la història està ambientada després del final de la primera temporada de la sèrie i segueix els personatges Raffi i Set de Nou, amb Michelle Hurd i Jeri Ryan reprenent els seus respectius papers de la sèrie. Fred Tatasciore, John Kassir i John Cutmore-Scott també protagonitzen el drama, que es va estrenar el 22 de febrer de 2022.

## Sèries derivades

### Star Trek: Short Treks
Quan la sèrie complementària de Discovery, Star Trek: Short Treks, s'estrenava el desembre de 2018, el director creatiu de la CBS, David Nevins, va dir que s'estrenarien més curts abans de Picard. El febrer de 2019, Kurtzman va dir que els futurs curts podrien vincular-se a altres sèries a més de Discovery. A la Comic-Con de San Diego de 2019, Kurtzman va anunciar que el segon grup de Short Treks inclouria un avançament de Picard ambientat 15 anys abans de l'inici de la sèrie. Amb el títol "Children of Mars", el curtmetratge es va estrenar el 9 de gener de 2020 i representa l'atac sintètic a Mart de la història de fons de la primera temporada. Això està explicat des de la perspectiva de dos escolars.

### Possible continuació en pel·lícula
Stewart va dir el novembre de 2022 que li agradaria fer una altra pel·lícula de Star Trek amb el repartiment de La nova generació. Va reiterar aquest desig el febrer de 2023, lloant el final de Picard però sentint que hi havia preguntes sense resposta i dient que "potser seria una bona idea mirar Jean-Luc Picard una vegada més en una atmosfera diferent, i després embolicar-lo amb certesa". Aquell abril, Paramount+ va anunciar que la franquícia s'expandia a pel·lícules per a televisió amb Star Trek: Section 31. Al juny, Stewart va dir que encara pensava que una pel·lícula seria una manera adequada d'acabar el seu temps com a Picard, però no hi havia hagut "cap resposta entusiasta" de l'estudi sobre la idea i se li havia demanat que deixés de parlar-ne. A les seves memòries "Making It So", que es van publicar més tard aquell mateix any, Stewart va dir que estava "pressionant suaument" Paramount perquè fes una pel·lícula de "Picard" i que havia parlat de la idea amb Frakes, Burton i Spiner. Va dir que tots estaven oberts a repetir els seus papers a la pel·lícula i que Frakes era la seva primera opció personal per dirigir. El gener de 2024, Stewart va dir que li acabaven de dir que s'estava escrivint una pel·lícula de Star Trek perquè la protagonitzés i que esperava rebre el guió la setmana vinent. El mes següent, Matalas va dir que estava obert a fer una pel·lícula per a la televisió que pogués servir com a pilot en secret per a la seva sèrie derivada proposada de Star Trek: Legacy, sempre que pogués contractar el repartiment i l'equip que volgués. A finals de març, Kurtzman estava considerant una continuació de Picard com una de les properes pel·lícules per a la televisió de Star Trek si Section 31 tenia èxit.

### Possible sèrie de continuació
Goldsman i Matalas van declarar el gener de 2022 que els elements de la sèrie es podrien explorar més en una sèrie derivada, i Matalas va descriure l'ambientació del segle XXV de "Picard" com "l'actualitat de "Star Trek"... el que passa en aquest món en particular és molt important per a mi". Aquell maig, alguns fans havien començat a defensar la idea d'una sèrie derivada amb Ryan com a Set de Nou i Hurd com a Raffi. Matalas va dir que "no sols donava suport, [sinó] encapçalava" la idea, en la qual ambdues actrius també van expressar interès. Al novembre, Frakes va dir que "Picard" estava "madur per a una continuació d'alguna versió del que hem establert a la sèrie. No més "Picard", però sens dubte, "Next Gen" està viu i en plena forma". McFadden va afegir que el repartiment de "La nova generació" estava emocionat de continuar en els seus papers després de la tercera temporada. El gener de 2023, Kurtzman va dir que era possible que la sèrie continués més enllà de la seva tercera temporada. El mes següent, Matalas va dir que la tercera temporada de "Picard" es sentiria com "el viatge final" del repartiment principal de "La nova generació", però una sèrie de "Next, Next Generation" podria continuar la història i incloure "personatges llegats" de "La nova generació", "Voyager" i "Deep Space Nine". Va dir que no hi havia cap sèrie derivada en desenvolupament, però que li encantaria participar-hi si mai s'hi feia, i va suggerir el possible títol "Star Trek: Legacy".
El març de 2023, Ryan va compartir una petició de fans que demanava que es fes una sèrie de "Star Trek: Legacy", similar a una petició de fans anterior que va conduir al desenvolupament de "Star Trek: Strange New Worlds". Tanmateix, es va considerar improbable que la sèrie derivada s'encarregués en un futur proper a causa de les recents mesures de reducció de costos de Paramount+ i del fet que ja hi havia diverses sèries de "Star Trek" en desenvolupament. Matalas va confirmar a l'abril que aquesta era la situació, però encara havia estat discutint les seves idees per a la sèrie derivada amb Kurtzman, que va afegir: "Hem sentit els fans alt i clar. Òbviament, hi ha més història per explicar. Així que ja veurem". Després que "Picard" acabés, Matalas va confirmar que imaginava "Star Trek: Legacy" com la tripulació de l'USS Enterprise-G, que seria liderada pel capità Set de Nou i inclouria Raffi, el Jack Crusher de Speleer, Sidney La Forge de Ashlei Sharpe Chestnut i Alandra La Forge de Mica Burton. Stewart va dir que estava obert a fer aparicions com a convidat com a Picard al costat de Speleers. Matalas va dir que el fill de Worf, Alexander Rozhenko de La nova generació i Deep Space Nine apareixerien a la possible sèrie derivada, i volia que Todd Stashwick, que va interpretar el capità Liam Shaw a la tercera temporada de Picard, tornés malgrat la mort del seu personatge. Va dir que el retorn de Stashwick seria com "un personatge de Shaw".
Goldsman va declarar el juny de 2023 que l'interès dels fans per Star Trek: Legacy era innegable i que havia signat la petició demanant a Paramount que fes la sèrie; la petició s'acostava a les 60.000 signatures en aquell moment, gairebé duplicant la quantitat rebuda per la petició Strange New Worlds. El gener de 2024, Hurd va expressar la seva esperança que es pogués començar a treballar en la sèrie després de Section 31 i Star Trek: Starfleet Academy. Kurtzman va dir a principis d'abril que hauria donat llum verda a Star Trek: Legacy per aleshores si hagués pogut, però la decisió estava "més enllà del seu sou".